# عصر سنگ
| تقسیم‌بندی سه‌گانه اعصار |                         |           |          |
| عصر تاریخی             |                         |           |          |
| دوره لا تن             | دوره لا تن              |           | نیاتاریخ |
| دوره هالشتات           |                         |           | نیاتاریخ |
| عصر آهن                |                         |           | نیاتاریخ |
| پسین                   |                         |           | نیاتاریخ |
| میانه                  |                         |           | نیاتاریخ |
| پیشین                  |                         |           | نیاتاریخ |
| عصر برنز               |                         |           | نیاتاریخ |
| دوران نوسنگی           | عصر مس                  |           | نیاتاریخ |
| دوران نوسنگی           | نوسنگی با سفال          | پیشاتاریخ |          |
| دوران نوسنگی           | نوسنگی پیش از سفال ب    | پیشاتاریخ |          |
| دوران نوسنگی           | نوسنگی پیش از سفال آ    | پیشاتاریخ |          |
| میان‌سنگی               | میان‌سنگی، فراپارینه‌سنگی | پیشاتاریخ |          |
| پارینه‌سنگی             | پسین                    | پیشاتاریخ |          |
| پارینه‌سنگی             | میانه                   | پیشاتاریخ |          |
| پارینه‌سنگی             | پیشین                   | پیشاتاریخ |          |
| عصر سنگ                |                         | پیشاتاریخ |          |

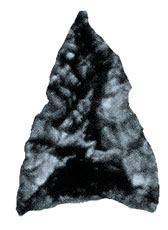
سرنیزهٔ ابسیدین

عصرِ سنگ یا عصرِ حجر دوره‌ای است که در آن انسان ساخت ابزار از سنگ را آموخت این دوره بسیار پیشتر از مهاجرت انسان از شرق آفریقا و در حدود ۲.۶ میلیون سال قبل آغاز شد. ازآنجاکه انقلاب شناختی را آغازِ تاریخ می‌دانند، عصر سنگ در دورهٔ پیش از تاریخ جای می‌گیرد.

## تاریخچهٔ نام‌گذاری
اصطلاح عصر سنگ را نخستین بار رومیان و چینیان باستان به‌کار برده‌اند. بااین‌حال، در سال ۱۸۱۹ کریستیان یورگنسن تامسن، نخستین موزه‌دار موزهٔ ملی دانمارک، به‌هنگام ساماندهی مجدد اشیای موزه‌اش، تصمیم گرفت آن‌ها را براساس مواد معمولِ به‌کاررفته در زمان ساختشان بچیند. تامسن آثار موزه‌اش را سه بخش کرد: عصر سنگ، عصر مفرغ و عصر آهن.

## پارینه‌سنگی و میان‌سنگی
عصر سنگ کهن یا دورهٔ پارینه‌سنگی بیش از یک میلیون سال به‌درازا کشید و در درازای این زمان، تغییرات آب و هوایی‌ای رخ داد که اثر بسیاری بر فرگشت انسان گذارد. ریخت‌شناسی واژگانیِ انسان‌ها نیز از این دوره تا گذر از بخش‌های نزدیک‌تر عصر سنگ نمو نمود.
بازهٔ زمانی میان پایان عصر یخ میان ۱۰ تا ۶ هزار سال به‌درازا انجامید و ویژگی آن پدید آمدن دریاها و تغییرات محیطی و نیاز به یافتن منبع‌های خوراکیِ تازه بود. گسترش و پیشرفت ابزارهای ظریف سنگی، واکنشی به این نیاز بود. این ابزارهای پیشرفته، ابزارهای دورهٔ پارینه‌سنگی بود. در اروپا این ابزارها در دورهٔ میان‌سنگی از خاور نزدیک کهن بدانجا برده شده‌بود. این ابزارها شکار را پیشرفته کرده و ماهی‌گیری را ممکن ساخت. رام کردن سگ برای شکار، محصول این دوران است.

## نوسنگی

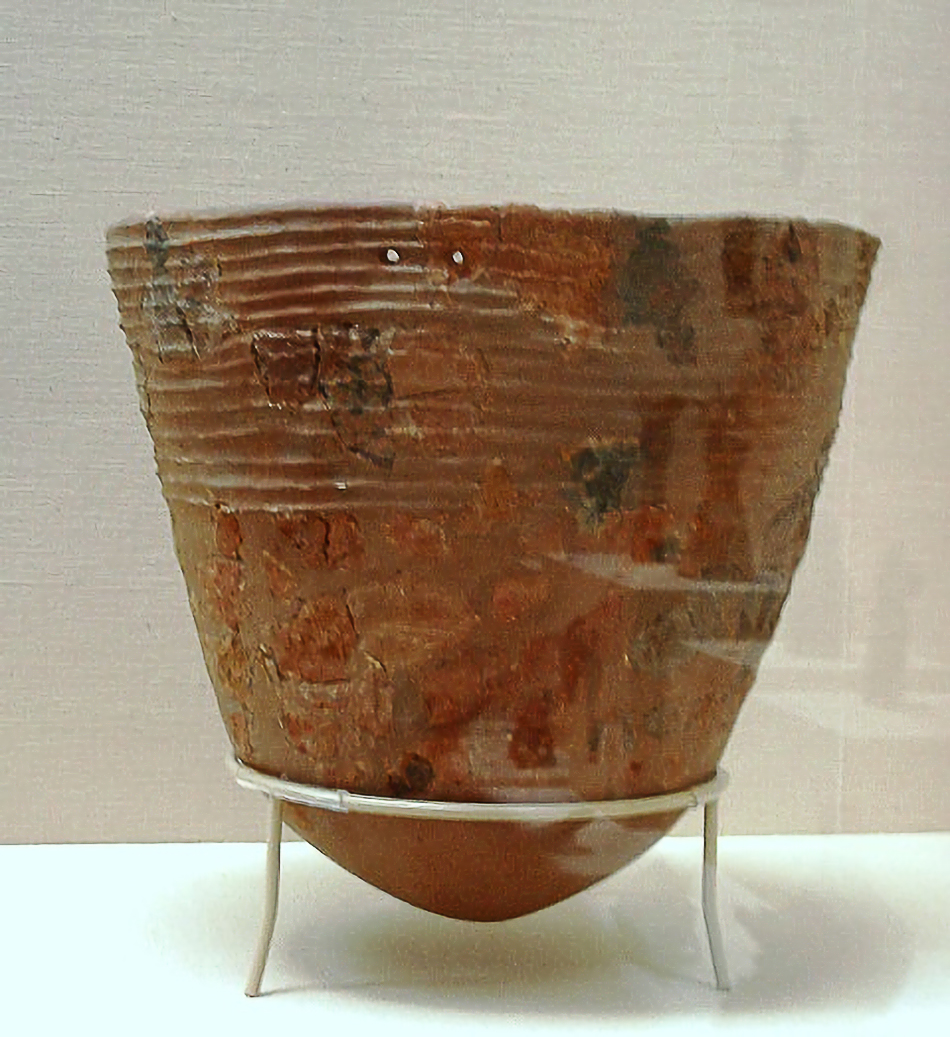
سفالی از دورهٔ جومون در ژاپن. این سفال دومین سفال کهنی است که تاکنون یافت شده‌است.

دورهٔ نوسنگی یا عصر سنگِ نو با کاربرد کشاورزی شناخته می‌شود؛ برای این ویژگی، گاه این دوره را «انقلاب نوسنگی» نیز می‌خوانند. همچنین کوزه‌گری در این زمان گسترش یافت و زیستگاه‌های انسانیِ بزرگ‌تری همانند اریحا و چاتال هویوک پدید آمد. نخستین فرهنگ‌های نوسنگی در ۸۰۰۰ ق. م در هلال بارور آغاز شدند. از آنجا بود که کشاورزی و فرهنگ به کرانهٔ مدیترانه، درهٔ سِند، چین و جنوب شرقی آسیا گسترده شد.

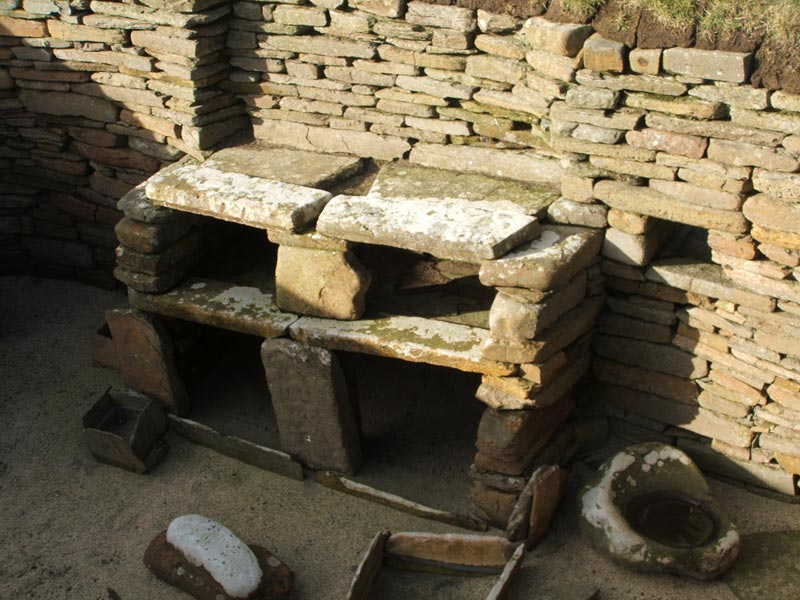
اسکارا بری در اسکاتلند، روستای نوسنگی اروپایی

به‌دلیل گسترش کشاورزی و نیاز به خرمن و فرایند کاشت، ساخت و تراش ابزارهای سنگی که به کار تیز کردن، ساطوری کردن، بریدن و تیشه زدن می‌آمد، گسترش یافت. نخستین گواهی‌ها برای بودن بازرگانی در این دوره است. کالاهای گوناگون، صدها کیلومتر آن‌سوتر برده می‌شدند. یک نمونهٔ خوب برای یک دهکدهٔ دورهٔ نوسنگی، اسکارا بری در جزیرهٔ اورکنی در اسکاتلند است. این اجتماع دارای بسترهای سنگی، طاقچهٔ سنگی و حتی آبریزگاهی خانگی و پیوسته به یک جوی بود.

## خوراک و نوشیدنی در عصر سنگ
خوراک مردمان این دوران ازسوی شکارچیان و گردآورندگان و از گیاهان و گوشت جانوران فراهم می‌شد. مردمان این دوره به بخش‌هایی از تن جانوران، مانند جگر، قلوه و مغز دلبسته بودند. خوراک روزانهٔ اینان سرشار از کربوهیدراتی بود که از بنشن یا حبوبات به‌دست می‌آمد.
پژوهش‌ها نشان می‌دهد که دوسوم انرژی موردنیاز مردمان آن دوران از گوشت به‌دست می‌آمد. این پژوهش‌ها نشان می‌دهد که آنان نیز مانند مردمان کنونی، از چربی پرهیز می‌کرده‌اند ولی نه به همین نسبتِ کنونی.
گمان برده می‌شود که نخستین مصرف شراب، که از تخمیر شدن انگورهای وحشی ساخته شده‌بوده، در این دوره رخ داده باشد.

## سرپناه
دومیلیون سال پیش، در شرق آفریقا، نخستین سازهٔ انسانی پدید آمد که عبارت بود از ستون‌هایی سنگی که شاخه‌های درختان را مانند بام نگاه می‌داشتند. سازهٔ سنگیِ گِردِ ساده‌ای که در ترا آماتا در نزدیکیِ نیسِ فرانسه یافت شده، به ۵۰۰هزار سال پیش بازمی‌گردد. جز اینها، سازه‌های سنگیِ دیگری که زیستگاه مردمان آن دوران شمرده می‌شده، در جای‌جای جهان یافت شده‌است. شماری از آنها در پی می‌آیند:
- ساختاری سنگیِ چادرمانند در درون غاری در نزدیکیِ گروت دولازاره در نیسِ فرانسه
- ساختاری سنگی با بامی از چوب، یافت‌شده در دولنی وستونیتسهٔ چکسلواکی، از سال ۲۳ ق. م
- کلبه‌های بسیارِ ساخته‌شده از استخوانِ ماموت در اروپای خاوری و سیبری
- چادری از پوست جانوران از ۱۵هزار تا ۱۰هزار ق. م در پلاتو پارن فرانسه
- نیایشگاه‌هایی دارای چند اتاق یا تک‌اتاقه و دارای چندین ستون، از آسیا تا اروپا

## نقش بر روی سنگ‌ها

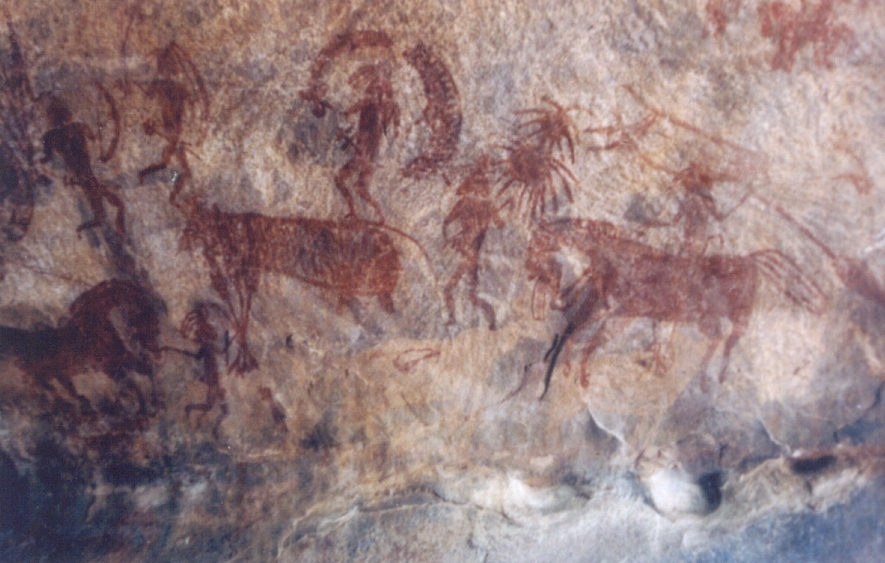
بیمبتکای در هندوستان، نگاره‌ای بر تخته‌سنگ، یک میراث جهانیِ ثبت‌شده ازسوی یونسکو

در دورهٔ پارینه‌سنگی. نگاره‌های بر روی دیوارهٔ غارها کمیاب هستند. این نقش‌ها دربرگیرندهٔ جانورانی مانند گربه‌سانان و کرگدن است. نمونهٔ این اثرها را می‌توان در غار شووه دید. سنگ‌نگاره‌های این غار به ۳۱هزار سال ق. م بازمی‌گردند. غار آلتامیرا در اسپانیا به ۱۴ تا ۱۲ هزار سال ق. م بازمی‌گردد و نقاشی‌های آن دربردارندهٔ نگاره‌هایی از گاومیش کوهان‌دار آمریکایی است.